# Grègue
 (mai 2011).
Une grègue est un ustensile de cuisine permettant la préparation du café. Le terme désigne soit une partie de la cafetière, soit la cafetière elle-même et est aussi utilisé comme adjectif.

## Description
Dans dans l'État américain de Louisiane et à La Réunion, une grègue signifie souvent simplement une cafetière à l'ancienne. Le corps circulaire, à fond plat, comportant un bec verseur, est complété par un filtre placé au-dessus et fermé par un couvercle.
A La Réunion, la grègue est une forme de tamis sur laquelle on étale la mouture de café. On verse ensuite l'eau bouillante progressivement dessus pour obtenir le café coulé, qui peut être consommé tout de suite ou conservé dans une bouteille.
C'est aussi le nom créole du filtre de la cafetière à l'ancienne.
Il aurait le même sens dans l'État américain de Louisiane[réf. nécessaire].
Le café préparé avec cet ustensile est souvent appelé café grègue, ou café coulé à La Réunion.
Dans cette dernière île, on trouve une localité appelée Plaine des Grègues par référence à cet objet[réf. nécessaire] ou bien à une pièce de vêtement ancien nommé grègues.

## Etymologie
Dans le créole réunionnais de nombreux mots sont d'origine maritime, exemple "varangue", "accoster", "amarrer", et, également, d'origine bretonne (exemple controversable : "nénène"). Dans ce contexte, il est possible que le mot grègue vienne du mot cafetière en breton qui se dit "grek",.